# USCGC Hamilton (WHEC-715)
El USCGC Hamilton (WHEC-715) es el cabeza de serie de los guardacostas de la clase Hamilton, en servicio en la Guardia Costera de Estados Unidos de 1967 a 2011. Fue transferido a la Armada Filipina como BRP Gregorio del Pilar (PF-15).

## Historia
El Hamilton, primero de su clase, fue puesto en botado en los Avondale Shipyards Inc. de Nueva Orleans el 18 de diciembre de 1965; y fue puesto en servicio el 20 de febrero de 1967.
Tiene una eslora de 115,2 m, una manga de 13,1 m y un calado de 6,1 m con 3050 t de desplazamiento. Su propulsión CODOG cuenta con dos motores diésel de 7000 o 7200 bhp según las fuentes; y dos turbinas de gas de 28 000 shp o 36 000 shp. Puede alcanzar velocidades de hasta 29 nudos.
En 2011, el Hamilton fue transferido a la Armada Filipina y renombrado «BRP Gregorio del Pilar (PF-15)».